# Sân vận động bóng đá Incheon
Sân vận động bóng đá Incheon (tiếng Hàn Quốc: 인천축구전용경기장), còn được gọi là Sungui Arena Park, là một sân vận động dành riêng cho bóng đá ở Incheon, Hàn Quốc. Sân hiện được sử dụng chủ yếu cho các trận đấu bóng đá. Đây là sân nhà của Incheon United thuộc K League. Sân có sức chứa 20.891 khán giả. Sân vận động này thay thế Sân vận động Incheon Munhak làm sân nhà của Incheon United. Vào ngày 11 tháng 3 năm 2012, Incheon United chính thức có trận đấu đầu tiên trên sân vận động này sau khi lễ khánh thành sân được tổ chức cùng ngày, khi đội có trận đấu với Suwon Samsung Bluewings. Sân được chọn để tổ chức các trận đấu vòng bảng và vòng 16 đội tại Giải vô địch bóng đá U-20 thế giới 2017.